# Theodor Lenckner
Theodor Lenckner (* 14. Juli 1928 in Schwäbisch Hall; † 5. November 2006 in Tübingen) war Strafrechtswissenschaftler an der Westfälischen Wilhelms-Universität in Münster und der Eberhard Karls Universität Tübingen. 

## Leben
Lenckner, als Pfarrerssohn im Hohenlohischen und im Brenztal aufgewachsen, nahm im Wintersemester 1948/49 das Studium der Rechtswissenschaften an der Eberhard Karls Universität in Tübingen auf, das er im Herbst 1952 mit einer sehr gut bestandenen Ersten juristischen Staatsprüfung abschloss. Das Assessorexamen legte Lenckner im Frühjahr 1957 in Stuttgart ab. Er wurde 1957 mit einer von Wilhelm Gallas betreuten Dissertation über den Prozessbetrug in Tübingen promoviert. Bei dem Strafrechtswissenschaftler Horst Schröder habilitierte er sich an dessen Tübinger Lehrstuhl 1963 mit der Schrift „Der rechtfertigende Notstand“ und erhielt die venia legendi für Strafrecht und Prozessrecht. 1964 wurde er Professor in Münster, 1972 kehrte er an die Universität Tübingen zurück, der er bis zu seiner Emeritierung im Jahre 1996 treu blieb. Während dieser Zeit engagierte er sich darüber hinaus in vielfältiger Weise für die Belange behinderter Menschen und war Vorstandsmitglied der „Körperbehindertenförderung Neckar-Alb e.V (KBF)“ sowie Gründungsmitglied und Vorsitzender des Vereins „Hilfe für Behinderte“ in Mössingen. 1999 wurde er für seine wissenschaftlichen Verdienste und sein Engagement in der Behindertenfürsorge mit dem Bundesverdienstkreuz 1. Klasse ausgezeichnet.
Er war seit dem Studium Mitglied der Tübinger Studentenverbindung Königsgesellschaft Roigel.

## Wissenschaftliches Wirken
Lenckner war ein bedeutender Dogmatiker des deutschen Strafrechts; er hat mit seinen Lehren die bundesdeutsche Strafrechtsprechung und Strafrechtswissenschaft gleichermaßen beeinflusst. Sein Name ist besonders eng mit der Kommentierung des Strafgesetzbuchs im Strafrechtskommentar "Schönke/Schröder" verbunden. Lenckner führte nach dem Tod von Horst Schröder dessen Kommentar zusammen mit drei anderen Schülern (Peter Cramer, Albin Eser und Walter Stree) seines Lehrers fort, von der 18. Auflage (1975) bis zur 27. Auflage (2006). Darüber hinaus liegen von ihm grundlegende und wegweisende, auch international beachtete Arbeiten zu den Themen Schuldfähigkeit, Amtsträgerbegriff, Notwehr, Sinn und Zweck des Strafens sowie zu Problemen des Wirtschaftsstrafrechts (Lenckner ist der Erfinder der berühmten "Lagertheorie" beim Dreiecksbetrug), Computerstrafrechts und Sexualstrafrechts vor. Lenckner war außerdem kriminalpolitisch als Mitglied des Professorenkreises aktiv, der mit Alternativ-Entwürfen in den 1960er und 1970er Jahren sich nachhaltig um eine fortschrittliche Reform des Straf- und Strafprozessrechts bemühte, wobei Lenckner namentlich im Bereich des Schwangerschaftsabbruchs prägenden Einfluss ausübte. Zu seinem 70. Geburtstag wurde Theodor Lenckner von Schülern und Kollegen mit einer Festschrift (München 1998) geehrt.

## Schriften
- Der Prozeßbetrug. Dissertation. Universität Tübingen 1957.
- Der rechtfertigende Notstand. Tübingen 1965.
- Strafe, Schuld und Schuldfähigkeit. In: Göppinger, Witter (Hrsg.): Handbuch der forensischen Psychiatrie. Band 1. Berlin 1972, S. 3.
- Computerkriminalität und Vermögensdelikte. Heidelberg 1981.
- Schönke/Schröder. Kommentar zum StGB. 18. Auflage, neubearbeitet von Theodor Lenckner, Peter Cramer, Albin Eser, Walter Stree, C. H. Beck, München 1976; bis 27. Auflage, bearbeitet von Theodor Lenckner, Albin Eser, Walter Stree, Jörg Eisele, Günter Heine, Walter Perron und Detlev Sternberg-Lieben unter Mitarbeit von Ulrike Schittenhelm, C. H. Beck, München 2006.

Neben diesen Monographien hat Lenckner eine Vielzahl von Aufsätzen und Urteilsanmerkungen veröffentlicht. Ein vollständiges Verzeichnis der bis 1998 erschienenen Schriften von Lenckner findet sich in: Eser/Schittenhelm/Schumann (Hrsg.): Festschrift für Theodor Lenckner, München 1998, S. 871–874.

## Würdigungen
- Ulrich Weber: Impulse für die Strafrechtsreform. Zur Emeritierung des Gesetzbuch-Kommentators Prof. Dr. Theodor Lenckner. In: Schwäbisches Tagblatt vom 4. Oktober 1996.
- Peter Cramer: Theodor Lenckner zum 70. Geburtstag. In: Neue Juristische Wochenschrift 1998, S. 2104.
- Heribert Schumann: Theodor Lenckner zum 70. Geburtstag. In: Juristenzeitung 1998, S. 720.
- Fritjof Haft: Theodor Lenckner zum 75. Geburtstag. In: Neue Juristische Wochenschrift 2003, S. 2076.
- Joachim Vogel: Nachruf auf Theodor Lenckner. In: Juristenzeitung 2006, S. 1167.
- Jörg Eisele: Theodor Lenckner †. In: Neue Juristische Wochenschrift 2007, S. 38.
- Ulrich Weber: Lenckner, Theodor. In: Baden-Württembergische Biographien. Band IV. Hrsg. von Fred Ludwig Sepaintner. Stuttgart 2007, S. 205–207.
- Edward Schramm: Erinnerungen an Theodor Lenckner. In: Eric Hilgendorf (Hrsg.): Die deutschsprachige Strafrechtswissenschaft in Selbstdarstellungen. Berlin, New York 2010, S. 661–690.